# Kevin Lisch
Kevin Lisch, né le 16 mai 1986, à Belleville, dans l'Illinois, est un ancien joueur de basket-ball américain, naturalisé australien. Il évoluait au poste de meneur.

## Palmarès
- Coupe de France 2014